# Crawfurdia delavayi
Crawfurdia delavayi är en gentianaväxtart som beskrevs av Adrien René Franchet. Crawfurdia delavayi ingår i släktet Crawfurdia och familjen gentianaväxter. Inga underarter finns listade i Catalogue of Life.